# Die brennende Kugel
Die brennende Kugel ist ein im Zirkusmilieu spielendes, deutsches Stummfilmdrama aus dem Jahre 1923 von Otto Rippert.

## Handlung
Kraftprotz Galaor ist ein Mann ohne Glück. Ohne Stellung und Mittel, ist ihm als letztes nur noch eine Pfund-Note geblieben, die ihm zwei Autofahrer als Dank für einen erwiesenen Hilfsdienst überließen. Als er bei einem Wirt im Gasthaus seine Zeche bezahlen will, erkennt dieser zu allem Unglück, dass es sich bei besagter Banknote um eine Blüte handelt und holt daraufhin die Polizei. Galaor türmt und gerät bald vom Regen in die Traufe, denn nun haben es zwei kriminelle Sportkollegen auf ihn abgesehen, die ihm eine Trophäe abjagen wollen, die er einst als Preis bei einem sportlichen Wettbewerb gewonnen hatte. Bei deren Überfall auf ihn verletzt, schleppt sich Galaor zurück zu eben jenem Hafenwirt, der ihn einst verhaften lassen wollte und findet in dessen Tochter Betsy eine helfende Seele, die ihm Unterkunft gewährt. Aus Dankbarkeit führt Galaor Betsy am darauf folgenden Tag in den Zirkus aus. Dort erblickt er die beiden Autofahrer, die ihm jene falsche Banknote angedreht hatten, die ihm soviel Ärger einbrachte. 
Als Galaor die zwei Männern verfolgt, merkt er rasch, dass er es mit ausgesprochenen Gaunern zu tun hat. Einer der beiden Schurken, ein gewisser Santo, hat sich in die Tochter des Zirkusdirektors, Ginetta, verliebt und plant sie zu entführen, da sie dessen Werbungen nicht nachgeben will. Ginetta gerät tatsächlich in die Hände der beiden Schurken, wird jedoch von dem kraftstrotzenden Galaor wieder befreit und zu ihrem Vater zurückgebracht. Aus Dankbarkeit stellt dieser Galaor ein und will ihn im Rahmen einer Sensationsnummer einsetzen: Dabei handelt es sich um eine frei über der Manege schwebenden, brennenden Kugel, aus der darin befindliche Galaor sich vor einem staunenden Publikum befreien soll. Als Galaor einen erneuten Entführungsversuch Ginettas verhindern kann, planen die beiden Schurken, dem Kraftmenschen endgültig den Garaus zu machen: Sie manipulieren mit einer Feile diejenige Kette, aus der Galaor aus der brennenden Kugel herausklettert, um ihn somit zum Absturz zu bringen. Doch Galaors Kräfte verhindern das Schlimmste, und während die Verbrecher ihrer gerechten Strafen entgegen sehen, werden aus Galaor und Ginetta schließlich ein Paar.

## Produktionsnotizen
Die brennende Kugel entstand im Frühjahr 1923, passierte am 25. Mai desselben Jahres die Zensur und wurde im Juli in Berlins Richard-Oswald-Lichtspielen uraufgeführt. Die Länge des mit Jugendverbot belegten Sechsakters betrug 2444 Meter. In Österreich lief der Film am 25. Januar 1924 an.
Willi A. Herrmann und Stefan Lhotka gestalteten die Filmbauten.

## Wissenswertes
Für den italienischen Schauspieler Alfredo Boccolini, oftmals nur „Galaor“ genannt, war dies einer von zwei Filmen, die er (beide 1923) in Deutschland drehte.

## Kritik
Die Filmwelt schrieb: „Es ist schade, daß so viele Filmstücke eine wenig erquickliche Handlung ausweisen, häßliche Gaunertricks enthalten und nur mit Sensationen arbeiten, statt Kunst zu bieten. Personen, wie dem prächtigen Galaor und der lieblichen Camilla von Hollay … sollte man Gelegenheit geben, in hervorragenderen Werken ihr Können zu zeigen.“